# Battaglia di Les Essarts
La battaglia di Les Essarts è stata una battaglia della seconda guerra di Vandea combattuta il 25 giugno 1795 a Les Essarts.

## La battaglia
Il 25 giugno, come dichiarazione di guerra e mettendo fine al trattato di La Jaunaye, François Charette incaricò uno dei suoi tenenti, François Pajot, di attaccare la guarnigione di Les Essarts.

I soldati repubblicani, che stavano giocando per divertirsi, furono completamente presi di sorpresa e si arresero subito.
Secondo il rapporto del generale Canclaux, l'esercito vandeano era composto da 1 500-1 800 uomini comandato dai comandanti di divisione Rezeau, Caillaud e Dumoutier, Lucas de La Championnière tuttavia riporta anche la presenza di Pajot.
Non sapendo della fine della pace, i repubblicani inizialmente lasciarono avvicinare i vandeani, ma quando al grido di "Chi va là?", si sentirono rispondere "Realisti", i repubblicani aprirono il fuoco, ferendo due nemici. I vandeani caricarono l'accampamento e i repubblicani fuggirono, senza quasi apporre resistenza.
La battaglia non ebbe molti morti, secondo quando riportò l'ufficiale vandeano Lucas de La Championnière solo pochi repubblicani vengono uccisi mentre gli altri furono quasi tutti presi prigionieri, mentre le perdite dei vandeani ammontano a due soldati e due ufficiali feriti, tra cui Pajot e Dumoutier. Nella sua relazione, Canclaux riportò che dei 500 uomini a difesa dell'accampamento, 117 sono stati fatti prigionieri.
Charette propose uno scambio di prigionieri a Joseph-Marie Gaudin, a Les Sables-d'Olonne, ma quest'ultimo rifiutò. I repubblicani catturati a Les Esserts furono così fucilati il 9 agosto, su ordine di Charette per rappresaglia dopo che furono giustiziati 748 tra emigrati e chouan catturati dai repubblicani a seguito dello sbarco a Quiberon.